# 金特·腓特烈·卡爾二世
金特·腓特烈·卡爾二世（德語：Günther Friedrich Carl II.，1801年9月24日—1889年9月15日），施瓦茨堡-松德斯豪森親王，1835年至1880年在位。
金特·腓特烈·卡爾於1835年繼承退位的父親成為施瓦茨堡-松德斯豪森親王，同年加入德意志關稅同盟。在他任內，連接阿恩施塔特與埃爾福特的鐵路於1867年完工，1869年鐵路延伸至松德斯豪森。1880年金特·腓特烈·卡爾因眼疾而退位，兒子卡爾·金特成為下一任親王。

## 家庭
1827年，金特·腓特烈·卡爾與表妹、施瓦茨堡-魯多爾施塔特的瑪麗結婚，兩人共有3子1女：
- 金特·腓特烈·卡爾·亞歷山大（1828年—1833年），夭折
- 伊莉莎白·卡羅琳·路易絲（1829年—1893年）
- 卡爾·金特（1830年—1909年）
- 金特·利奧波德（德语：Günther Leopold von Schwarzburg-Sondershausen）（1832年—1906年）

瑪麗於1833年去世。1835年，金特·腓特烈·卡爾與霍亨洛厄-厄林根親王奧古斯特的女兒瑪蒂爾德結婚，兩人共有1子1女：
- 瑪麗（1837年—1921年）
- 于格（德语：Hugo von Schwarzburg-Sondershausen）（1839—1871年）